# Nicolas Freeling
Nicolas Freeling, eigentlich Nicolas Davidson (* 3. März 1927 in London; † 20. Juli 2003 in Mutzig, Département Bas-Rhin), war ein britischer Schriftsteller, der den Großteil seines Lebens im kontinentalen Europa (Niederlande, Frankreich) verbrachte.
Freelings Karriere als Schriftsteller begann, als er nach einer Verurteilung wegen Diebstahls eine Haftstrafe von drei Wochen absitzen musste. Vorher hatte er verschiedene Tätigkeiten (Militär, Gastronomie) ausgeübt.
Die britische Fernsehserie Van der Valk (1972–1977), frei nach seinen Van-der-Valk-Kriminalromanen, hat ihn bekannt gemacht. Allerdings folgt die Fernsehserie mit Barry Foster in der Titelrolle weder den Handlungssträngen der Romane noch wird sie dem Charakter Van der Valks gerecht.
Der Roman The King of the Rainy Country wurde 1967 mit dem Edgar Allan Poe Award (Kategorie Bester Roman) der Mystery Writers of America ausgezeichnet. Daneben gewann Freeling 1965 den Grand prix de littérature policière (Kategorie International) für den Roman Frontière belge (dt. Van der Valk und der Schmuggler; Original: Question of Loyalty). 

## Werke (Auswahl)

### Piet-van-der-Valk– Zyklus
- Liebe in Amsterdam („Love in Amsterdam[1]“). 2. Aufl. Goldmann, München 1990, ISBN 3-442-05241-6.
- Van der Valk und die Katzen („Because of the Cats“). Goldmann, München 1989, ISBN 3-442-05076-6.
- Van der Valk und der Schmuggler („Gun Before Butter[2]“). Goldmann, München 1989, ISBN 3-442-05090-1.
- Volle Ladung („Double-Barrel“). Neuaufl. Ullstein, Frankfurt/M. 1968.
- Van der Valk und der tote Maler. Kriminalroman („Criminal Conversation“). Goldmann, München 1983, ISBN 3-442-05246-7.
- Bluthund. Kriminalroman („The King of the Rainy Country“). Goldmann, München 1987, ISBN 3-442-06236-5 (übersetzt durch Peter de Mendelssohn).
- Stumpfe Gewalt. Kriminalroman („Strike Out Where Not Applicable“). Ullstein, Frankfurt/M. 1968.
- Tsching bumm! („Tsing-Boom!“). Neuaufl. Goldmann, München 1985, ISBN 3-442-05261-0.
- Auch Iren irren irgendwann. Kriminalroman („The Lovely Ladies[3]“). Ullstein, Frankfurt/M. 1971.
- Van der Valk muss schweigen. Kriminalroman („A Long Silence[4]“). Goldmann, München 1985, ISBN 3-442-05254-8.
- Inspektor Van der Valks Witwe. Kriminalroman („The Widow“). 2. Aufl. Goldmann, München 1980, ISBN 3-442-04897-4.
- Verdammtes Ding nach dem anderen. Kriminalroman („One Damn Thing After Another[5]“).  Goldmann, München 1982, ISBN 3-442-05225-4.
- Mord auf Norderney („Sand Castles“). Goldmann, München 1991, ISBN 3-442-05140-1, 1989

### Henri-Castang– Zyklus
- Wie Diamant auf Wunden. Klassischer Krimi („A Dressing of Diamonds“). Ullstein, Frankfurt/M. 1980, ISBN 3-548-10064-3.
- Reveille zum Tod („What are the Bugles Blowing For?[6]“). Ullstein, Frankfurt/M. 1975, ISBN 3-548-01700-2.
- Sabine („Lake Isle[7]“). Ullstein, Frankfurt/M. 1976, ISBN 3-548-01723-1.
- Der schwarze Rolls Royce. Kriminalroman („The Night Lords“). 2. Aufl. Goldmann, München 1982, ISBN 3-442-05206-8.
- Castangs Stadt. Kriminalroman („Castang's City“). Goldmann, München 1981.
- Wolfsnacht. Kriminalroman („Wolfnight“). Goldmann, München 1982, ISBN 3-442-05231-9.
- Im Rücken des Nordwinds. Kriminalroman („The Back of the North Wind“). Goldmann, München 1984, ISBN 3-442-05251-3.
- Keine Schuld an ihrem Tod. Kriminalroman („No Part in Your Death“). Goldmann, München 1984, ISBN 3-442-05257-2.
- Weiße Waffe. Kriminalroman („A City Solitary“). Goldmann, München 1985, ISBN 3-442-06899-1.
- Kalt wie Eisen. Kriminalroman („Cold Iron“). Goldmann, München 1990, ISBN 3-442-05131-2.
- Lady Macbeth. Roman („Lady Macbeth“). Goldmann, München 1989, ISBN 3-442-09267-1.
- Contra. Roman („Not as Far as Velma“). Goldmann, München 1990, ISBN 3-442-09577-8.
- Der Köder („Those in Peril“). Goldmann, München 1991, ISBN 3-442-05161-4.
- Himmel über Flandern („The Pretty How Town[8]“). Goldmann, München 1994, ISBN 3-442-05838-4.
- Lied des Cherubino („You Know Who“). Goldmann, München 1996, ISBN 3-442-05870-8.
- Geheimnis der Anita Rogier. Roman („The Seacoast of Bohemia“). Goldmann, München 1998, ISBN 3-442-05957-7.
- Gefährliche Erbschaft. Roman („A Dwarf Kingdom“). Goldmann, München 2001, ISBN 3-442-05974-7.

### Einzeltitel
- Der grüne Mörder. Kriminalroman („The Dresden Green“). 2. Aufl. Ullstein, Frankfurt/M. 1967.
- Some Day Tomorrow. A novel. Arcadia Books, London 2000, ISBN 1-900850-35-4.
- Traumschloß. Roman („This is the Castle“). Ullstein, Frankfurt/M. 1970.
- The Janeites. Arcadia Books, London 2002, ISBN 1-900850-73-7.
- Valparaiso. Roman („Valparaiso“). Ullstein, Frankfurt/M. 1971, ISBN 3-548-02819-5.
- Die Formel („Gadget“). Hamilton Press, London 1980.

### Sachbücher
- Criminal Convictions.  Errant Passages on Perpetrators of Literary License. Owen Publ., London 1994, ISBN 0-7206-0873-2.
- The Kitchen and the cook[9]. Big Cat Press, London 2002, ISBN 0-9541974-1-0 (Autobiographie)
- The Village Book. Arcadia Press, London 2002, ISBN 1-900850-63-X.
- Cook Book. Hamilton Press, London 1972.

### Werkausgabe
- The Freeling Omnibus. Comprising „Love in Amsterdam“, „Because of the Cats“, „Gun before Butter“.Gollancz, London 1968.
- The second Nicolas Freeling Omnibus. Comprising „Double-barrel“, „The king of rainy country“, „The Dresden green“. Gollancz, London 1972, ISBN 0-575-01449-0.

## Verfilmungen
- Marcel Cravenne (Regie): Van der Valk und die Toten. 1975 (nach dem Roman Volle Ladung).
- Gerry O’Hara (Regie): Amsterdam Affair. 1970 (nach dem Roman Liebe in Amsterdam).
- Wolfgang Petersen (Regie): Van der Valk und die Reichen. 1973 (nach dem Roman Bluthund).
- Fons Rademakers (Regie): C.A.T.S. 1973
- Peter Zadek (Regie): Van der Valk und das Mädchen. 1972 (nach dem Roman Van der Valk und der Schmuggler).